# Rubicon (Tristania)
Rubicon è il sesto album della gothic metal band norvegese Tristania. L'album è uscito il 25 agosto 2010 presentando la nuova cantante Mariangela Demurtas, chiamata a sostituire Vibeke Stene, ritiratasi a vita privata, nonché altre modifiche nella formazione come l'ingresso di Gyri Losnegaard (chitarrista della metal band Norvegese Octavia Sperati) alla chitarra, Ole Vistnes al basso, Kjetil Nordhus come voce maschile, e Tarald Lie Jr. alla batteria in sostituzione di Kenneth Ølsson impossibilitato a suonare la batteria a causa di gravi problemi a un ginocchio causati da un incidente avvenuto giocando a calcio.

## Tracce
1. Year of the Rat (Bergøy, Hidle, Vistnes, Demurtas) - 4:35
2. Protection (Bergøy, Hidle, Vistnes, Demurtas) - 4:15
3. Patriot Games (Bergøy, Hidle, Vistnes) - 3:27
4. The Passing (Lie Jr., Demurtas, Hidle, Vistnes) - 4:48
5. Exile (Bergøy, Hidle, Vistnes, Demurtas) - 4:26
6. Sirens (Bergøy, Hidle, Vistnes, Demurtas) - 4:27
7. Vulture (Hidle, Lie Jr., Vistnes, Sorychta, Vegge) - 3:43
8. Amnesia (Vistnes, Lie Jr., Hidle) - 4:54
9. Magical Fix (Lie Jr., Vistnes, Hidle, Sorychta) - 4:20
10. Illumination (Bergøy, Moen) - 8:13

### Tracce bonus
1. The Emerald Piper - 3:06
2. Caprice - 3:38

## Singoli
1. Year of the Rat (2010)

## Formazione
- Mariangela Demurtas - voce femminile
- Kjetil Nordhus - voce maschile
- Østen Bergøy – voce maschile
- Anders Høvyvik Hidle - chitarra solista; voce death in Protection e Magical Fix; cori death in Patriot Games, Vulture e Illumination
- Gyri Losnegaard - chitarra ritmica
- Einar Moen - tastiere, programmazione
- Ole Vistnes - basso, cori
- Tarald Lie Jr. - batteria

### Altri musicisti
- Sigmund Olgart Vegge - voce death addizionale in Vulture
- Pete Johansen – violino in The Passing, Sirens, Amnesia e Illumination